# Główny Instytut Mechaniki
Główny Instytut Mechaniki – jednostka organizacyjna Ministerstwa Przemysłu Ciężkiego, powołana z zadaniem prowadzenia prac naukowo-badawczych mających na celu rozwój produkcji przemysłowej w dziedzinie mechaniki.

## Powołanie Instytutu
Powołanie Instytutu nastąpiła na podstawie niepublikowanego zarządzenia Ministra Przemysłu i Handlu z dnia 1 kwietnia 1948 r. Instytut powstał w miejsce zniesionego Centralnego Zakładu Techniczno-Budowlanego.
Ustanowienie Instytutu pozostawało w ścisłym związku z dekretem z 1948 r. o tworzeniu Głównych Instytutów Naukowo-Badawczych Przemysłu.
Zwierzchni nadzór na Instytutem sprawował Minister Przemysłu Ciężkiego. Siedzibą Instytutu była Warszawa.

## Zadania Instytutu
Zadaniem Instytutu było prowadzenie w dziedzinie technicznej, organizacyjnej i prawnej prac badawczych mających na celu rozwój produkcji przemysłowej w zakresie mechaniki.
W szczególności zadaniem Instytutu było:
- organizowanie i prowadzenie prac naukowo-badawczych dla stworzenia podstaw zarówno teoretycznych jak i praktycznych dla nowych działów produkcji lub nowych metod wytwarzania i organizacji pracy,
- śledzenie postępu technicznego i naukowego oraz udzielanie opinii w sprawach związanych z postępem wiedzy i techniki,
- udoskonalanie i usprawnianie metod już stosowanych w przemyśle,
- inicjowanie nowych działów produkcji i współpraca przy ich organizowaniu,
- przeprowadzanie ekspertyz, prac technicznych i naukowo-badawczych, zleconych przez przemysł lub przez Ministerstwo Przemysłu Ciężkiego,
- przysposabianie kadr pracowników w zakresie nieprzewidzianym przez instytucje oświatowe,
- współpraca ze szkołami wyższymi, innymi instytucjami i osobami i powierzanie im do opracowania specjalnych zagadnień w obrębie ich własnych pracowni i instytutów,
- współdziałanie w pracach zbiorowych, organizowanych przez inne instytuty, pracownie szkół wyższych i innych ośrodków badawczych w celu rozwiązania bardziej złożonych zagadnień,
- nawiązywanie i utrzymywanie łączności z odpowiednimi instytucjami i organizacjami za granicą,
- prowadzenie dokumentacji i informacji naukowej i naukowo-technicznej,
- współudział w pracach normalizacyjnych,
- opracowywanie i wydawanie książek, czasopism, biuletynów, sprawozdań, instrukcji, druków,
- organizowanie i prowadzenie konferencji i zjazdów naukowych, kursów, wykładów, odczytów.

## Zarządzanie  Instytutem
Zwierzchni nadzór nad Instytutem sprawował Minister Przemysłu Ciężkiego. Władzami Instytutu były: dyrekcja i Rada Naukowa. Dyrekcja reprezentowała Instytut na zewnątrz i kierowała jego pracami zgodnie z wytycznymi, ustalonymi przez Radę Naukową, a zatwierdzonymi przez Ministerstwo Przemysłu Ciężkiego. W skład dyrekcji wchodzili: dyrektor naczelny, który reprezentował dyrekcję samodzielnie oraz podlegli mu dwaj dyrektorzy naukowo-techniczni i jeden finansowo-administracyjny.
Dyrekcję powoływał i odwoływał Minister Przemysłu Ciężkiego.

## Powołanie Rady Naukowej
Rada Naukowa składała się z członków, powołanych na okres lat 3, w liczbie co najmniej 8 osób, spośród przedstawicieli przemysłu, nauki, organizacji pracowników zainteresowanych instytucji i wybitnych znawców różnych specjalności. Członków Rady Naukowej i jej przewodniczącego powoływał i odwoływał Minister Przemysłu Ciężkiego. Członkowie dyrekcji i inni pracownicy Instytutu nie mogli wchodzić w skład Rady Naukowej, natomiast mogli brać udział w jej posiedzeniach z głosem doradczym.
Do zakresu działania Rady Naukowej należał współudział w wyznaczaniu ogólnej linii prac Instytutu oraz nadzór nad działalnością Instytutu, a w szczególności:
- opiniowanie i zatwierdzanie lub odrzucanie wniosków przemysłu, dyrekcji lub każdego ze swych członków. Wnioski te, jak i ogólna linia prac, po zatwierdzeniu przez Ministerstwo Przemysłu Ciężkiego stanowią obowiązujące wytyczne dla dyrekcji Instytutów,
- opiniowanie budżetu, działalności i programu prac Instytutu,
- inicjowanie prac naukowo-badawczych,
- opiniowanie w sprawach wniesionych przez dyrektora naczelnego,
- przedkładanie po uzgodnieniu z dyrekcją  Instytutu Ministerstwu Przemysłu Ciężkiego wniosków w przedmiocie tworzenia w ramach poszczególnego Instytutu - instytutów specjalnych.